# Kızılçukur, Bigadiç
Kızılçukur là một xã thuộc huyện Bigadiç, tỉnh Balıkesir, Thổ Nhĩ Kỳ. Dân số thời điểm năm 2010 là 409 người.